# Julia Livila

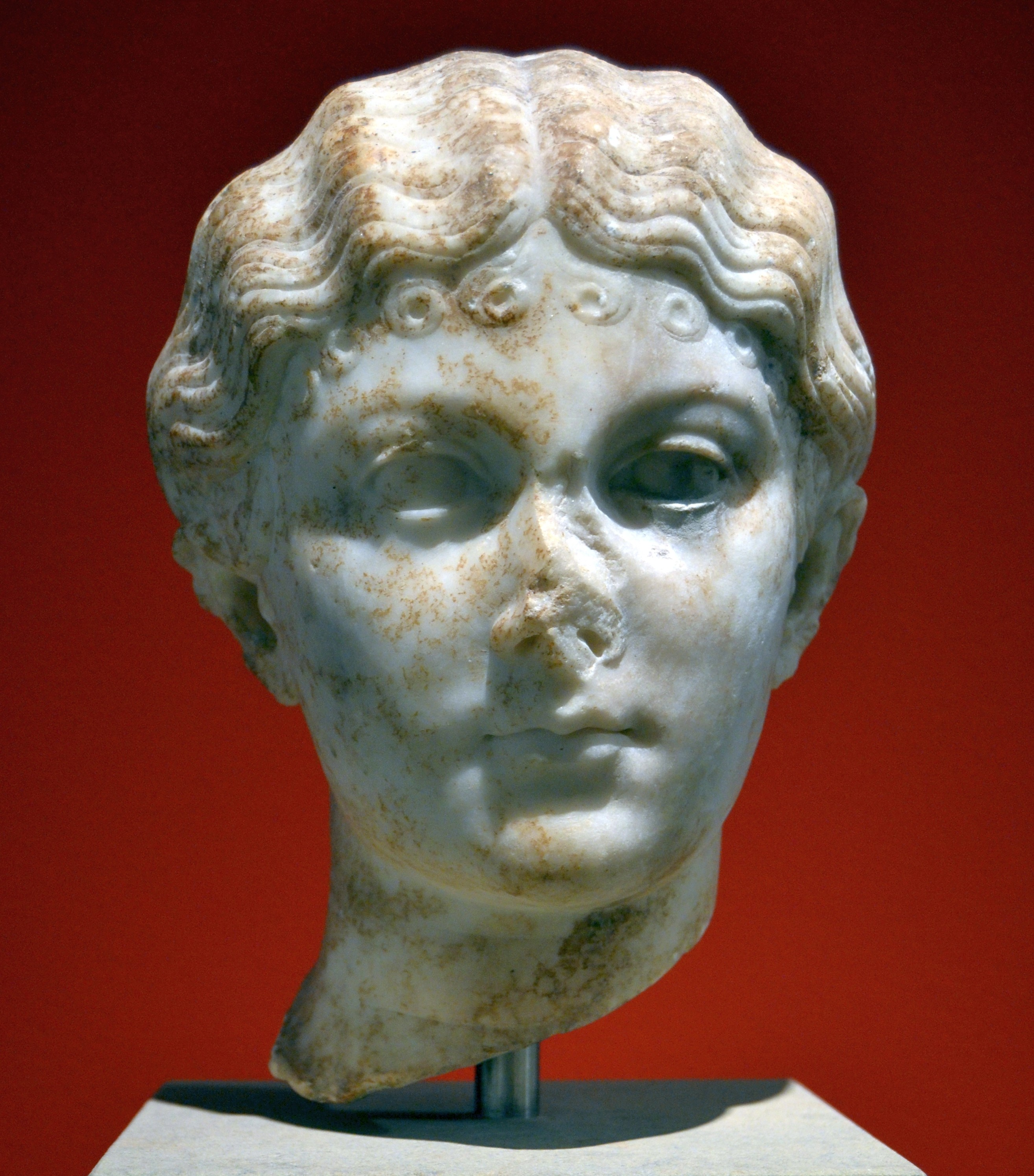
Busto de mujer atribuido a Julia Livila

Julia Livila  (18-42) fue un miembro de la dinastía Julio-Claudia, la menor de las hijas de Germánico y Agripina la Mayor.

## Biografía
Livila nació en Lesbos a principios del año 18 y se la nombró como a la hermana de su padre, Livila. Hasta su juventud lograría sobrevivir a las intrigas familiares en las cuales perecieron sus progenitores y hermanos mayores.
En el año 33 contrajo nupcias con el orador Marco Vinicio. Posteriormente formaría parte de la liberal corte de su hermano Calígula, el cual la colmó de honores acordes al rango que ostentaba, llegando a tener los derechos de una virgen vestal. Según algunos escritores de su época, como es el caso de Suetonio, ella y sus hermanas mayores mantenían relaciones sexuales con su hermano el emperador, quien también las prostituía entre sus favoritos.
En el año 39 sería desterrada a la isla de Pandataria por Calígula, acusada falsamente de conspirar en su contra junto con su ambiciosa hermana Agripina la Menor y teniendo para ello la colaboración del viudo de su hermana Julia Drusila, el patricio Marco Emilio Lépido, de quien se decía era amante de ambas.
En el año 41, Livila regresó a Roma tras la caída de Calígula y el ascenso al poder de su tío Claudio quien simpatizaba con ella, cosa que molestaba a la entonces emperatriz Mesalina. Por intrigas de esta, Livila fue ejecutada en el año 42 acusada de adulterio con el filósofo Séneca.

## En la cultura popular
En la novela de Robert Graves Yo, Claudio, a Julia Livila se la llama Lesbia, epíteto que alude a su lugar de nacimiento, y que se usó para diferenciarla del personaje de Livila, su tía paterna.